# Ullrich Bauer
Ullrich Bauer (* 1971) ist ein deutscher Soziologe und Professor für Sozialisationsforschung an der Universität Bielefeld.

## Leben
Das Studium der Soziologie, Psychologie und Geschichte erfolgte an der Humboldt-Universität zu Berlin, Freien Universität Berlin sowie an der Universität Münster. In Münster erlangte Bauer seinen Masterabschluss (mit Auszeichnung) und war Nachwuchsforscher im Forschungskolloquium „Gesellschaftstheorie und Zeitdiagnose“ von Rolf Eickelpasch. Zu diesem Arbeitskreis gehörten u. a. Jens Kastner, Armin Nassehi, Olaf Groh-Samberg, Claudia Rademacher und Klaus Kraemer.
Seine Promotion (Dr. PH) erfolgte 2004 an der Universität Bielefeld (Fakultät für Gesundheitswissenschaft) bei Klaus Hurrelmann. Im selben Jahr wurde er zum Juniorprofessor an der Fakultät für Gesundheitswissenschaft (Arbeitsgruppe Versorgungsforschung) ernannt. Nach einer Lehrstuhlvertretung 2009 (Lehrstuhl Sozialmedizin) an der Universität Siegen und einem Gastforscheraufenthalt am Wissenschaftszentrum Berlin (Arbeitsgruppe Public Health) folgte Bauer dem Ruf auf eine Professur für Sozialisationsforschung an der Universität Duisburg-Essen. Seit 2014 bekleidet er die Professur für Sozialisationsforschung an der Universität Bielefeld. Dort leitet er das von ihm gegründete Zentrum für Prävention und Intervention im Kindes- und Jugendalter. Zwischen 2019 und 2021 war er Dekan der Fakultät für Erziehungswissenschaft, zuvor auch Prodekan.
Seine Forschungsschwerpunkte liegen im Bereich der ungleichheitsorientierten Sozialisationsforschung zu Fragen von Bildung und Gesundheit. In diesem Zusammenhang findet auch das Modell der produktiven Realitätsverarbeitung seine Fortführung. Zudem arbeitet Bauer zu Gesellschaftstheorien und Zeitdiagnosen, in denen besonders die Arbeiten Pierre Bourdieus und der Kritischen Theorie der Frankfurter Schule rezipiert und weiterentwickelt werden.
Seit 2015 leitet er das interdisziplinäre und internationale Forschungskonsortium zur Gesundheitlichen Grundbildung im Kindes- und Jugendalter (HLCA). 2019 gründete er mit Doris Schaeffer das „Interdisziplinäres Zentrum für Gesundheitskompetenz“, das er gegenwärtig leitet.

## Schriften (Auswahl)

### Monografien
- Das Präventionsdilemma. Potentiale schulischer Kompetenzförderung im Spiegel sozialer Polarisierung, VS Verlag, Wiesbaden, 2005 (zugleich Dissertation)
- Sozialisation und Ungleichheit: Eine Hinführung, VS Verlag, Wiesbaden, 2. Auflage, 2012
- Einführung in die Sozialisationstheorie. Das Modell der produktiven Realitätsverarbeitung (zus. mit Klaus Hurrelmann). 13. Auflage, Beltz, Weinheim/Basel 2019, ISBN 978-3-407-25843-4.
- Socialisation During the Life Course (zus. mit Klaus Hurrelmann), Routledge, London, 2018
- Sozialisation in der Kontroverse, Beltz, Weinheim, 2023, ISBN 978-3-7799-6813-9

### Sammelwerke
- Health Inequalities. Determinanten und Mechanismen gesundheitlicher Ungleichheit (zus. mit Uwe Bittlingmayer & Matthias Richter), Wiesbaden, VS Verlag, 2008
- Handbuch Bildungs- und Erziehungssoziologie (zus. mit Uwe Bittlingmayer & Albert Scherr), VS Verlag, Wiesbaden, 2012
- Bourdieu und die Frankfurter Schule (zus. mit Uwe Bittlingmayer, Carsten Keller & Franz Schultheis), Transcript, 2014
- Handbuch Sozialisationsforschung (zus. mit Klaus Hurrelmann, Matthias Grundmann und Sabine Walper), Beltz, Weinheim/Basel, 8. Auflage, 2015
- Sozialisation und gesellschaftlicher Zusammenhalt. Aufwachsen in Krisen und Konflikten (zus. mit Baris Ertugrul), Campus, Frankfurt, 2023, ISBN 978-3-593-51734-6